# Juano Hernández
Juano Hernández, all'anagrafe Juano G. Hernández (San Juan, 19 luglio 1896 – San Juan, 17 luglio 1970), è stato un attore portoricano.

## Biografia
Di padre portoricano e madre brasiliana, Juano Hernández non ebbe un'istruzione formale e iniziò a lavorare come marinaio, stabilendosi a Rio de Janeiro, dove successivamente venne assunto da un circo e fece la sua prima apparizione come acrobata nel 1922. In seguito visse ai Caraibi e si guadagnò da vivere come pugile professionista, combattendo sotto il nome di Kid Curley. Trasferitosi a New York, lavorò in spettacoli di vaudeville e scrisse sceneggiature per programmi radiofonici. Durante il suo tempo libero perfezionò la dizione studiando Shakespeare e ciò gli consentì di partecipare a radiodrammi e di farsi un certo nome anche a Broadway, dove debuttò nel 1927 come componente del coro del musical Show Boat.
Dopo aver debuttato sugli schermi cinematografici nella parte di un soldato rivoluzionario nel film muto The Life of General Villa (1914), Hernández proseguì la carriera all'avvento del sonoro con piccoli ruoli in pellicole realizzate da Oscar Micheaux, regista e produttore specializzato in film destinati specificamente a un pubblico afroamericano, come The Girl from Chicago (1932), in cui Hernández ebbe il breve ruolo di un ricattatore cubano. Partecipò anche al musical drammatico Harlem Is Heaven (1932), nel ruolo non accreditato di un poliziotto, in cui il protagonista era Bill "Bojangles" Robinson.
Nel 1949 la sua carriera cinematografica ebbe la svolta definitiva con la partecipazione al film Nella polvere del profondo Sud, basato sul romanzo Intruder in the Dust di William Faulkner, in cui Hernández interpretò il ruolo di Lucas Beauchamp, un povero contadino del Mississippi, accusato ingiustamente dell'omicidio di un uomo bianco. Il film gli valse una nomination al Golden Globe per il miglior attore debuttante. L'anno successivo apparve nel western Stars in My Crown (1950), diretto da Jacques Tourneur, in cui interpretò uno schiavo liberato che si rifiuta di vendere la sua terra e affronta un brutale linciaggio, e recitò nel dramma noir Golfo del Messico (1950), accanto a John Garfield, in cui la sua performance fu apprezzata da pubblico e critica. Altrettanto efficaci furono le sue interpretazioni nel ruolo del giudice Theodore Motley nel dramma giudiziario L'imputato deve morire (1955) di Mark Robson, e di Mr. Smith nel drammatico L'uomo del banco dei pegni (1964) di Sidney Lumet.
Nel corso degli anni cinquanta e sessanta, Hernández fece anche numerose apparizioni in serie televisive di successo come Alfred Hitchcock presenta (1959), Avventure in paradiso (1960-1961), La parola alla difesa (1962), The Dick Powell Show (1962), e La città in controluce (1963). Negli ultimi due anni della sua vita, apparve ancora in tre film, Il capitano di lungo... sorso (1969) con David Niven, Boon il saccheggiatore (1969) con Steve McQueen, e Omicidio al neon per l'ispettore Tibbs (1970) con Sidney Poitier.
Tornato a vivere a Porto Rico, scrisse una sceneggiatura per realizzare un film basato sulla vita del campione portoricano di pugilato Sixto Escobar, ma non riuscì a trovare in patria i finanziamenti necessari, pertanto fece tradurre in inglese lo script per provare a cederlo a Hollywood, ma morì improvvisamente il 17 luglio 1970, all'età di 73 anni, per un'emorragia cerebrale.

## Filmografia parziale

### Cinema
- The Life of General Villa, regia di Christy Cabanne, Raoul Walsh (1914)
- The Girl from Chicago, regia di Oscar Micheaux (1932)
- Lying Lips, regia di Oscar Micheaux (1939)
- Nella polvere del profondo Sud (Intruder in the Dust), regia di Clarence Brown (1949)
- Chimere (Young Man with a Horn), regia di Michael Curtiz (1950)
- Stars in My Crown, regia di Jacques Tourneur (1950)
- Golfo del Messico (The Breaking Point), regia di Michael Curtiz (1950)
- Un bacio e una pistola (Kiss Me Deadly), regia di Robert Aldrich (1955)
- L'imputato deve morire (Trial), regia di Mark Robson (1955)
- Il ricatto più vile (Ransom!), regia di Alex Segal (1956)
- Qualcosa che vale (Something of Value), regia di Richard Brooks (1957)
- Il segno del falco (The Mark of the Hawk), regia di Michael Audley (1957)
- St. Louis Blues, regia di Allen Reisner (1958)
- Machete, regia di Kurt Neumann (1958)
- I dannati e gli eroi (Sergeant Rutledge), regia di John Ford (1960)
- Desiderio nel sole (The Sins of Rachel Cade), regia di Gordon Douglas (1961)
- Salverò il mio amore (Two Loves), regia di Charles Walters (1961)
- Le avventure di un giovane (Hemingway's Adventures of a Young Man), regia di Martin Ritt (1962)
- L'uomo del banco dei pegni (The Pawnbroker), regia di Sidney Lumet (1964)
- Il capitano di lungo... sorso (The Extraordinary Seaman), regia di John Frankenheimer (1969)
- Boon il saccheggiatore (The Reivers), regia di Mark Rydell (1969)
- Omicidio al neon per l'ispettore Tibbs (They Call Me Mister Tibbs!), regia di Gordon Douglas (1970)

### Televisione
- Johnny Staccato – serie TV, episodio 1x15 (1959)
- Avventure in paradiso (Adventures in Paradise) – serie TV, episodi 1x19-1x25-2x16 (1960-1961)
- The Dick Powell Show – serie TV, episodio 1x27 (1962)
- La parola alla difesa (The Defenders) – serie TV, episodio 2x12 (1962)

## Doppiatori italiani
- Giorgio Capecchi in L'imputato deve morire, Desiderio nel sole, Il ricatto più vile, Qualcosa che vale
- Stefano Sibaldi in Chimere
- Cesare Polacco in Golfo del Messico
- Achille Majeroni in I dannati e gli eroi
- Giancarlo Padoan in Un bacio e una pistola (ridoppiaggio)